# The Old Man and Jim
The Old Man and Jim è un cortometraggio muto del 1911 diretto da Ulysses Davis. Fu il film d'esordio del regista che era nato nel New Jersey nel 1872.
Il film, ispirato alla poesia omonima di James Whitcomb Riley, fu prodotto dalla Champion Film Company di Mark M. Dintenfass; una compagnia indipendente che il produttore aveva fondato nel 1909, stabilendone gli studi a Fort Lee, nel New Jersey.

## Produzione
Il film fu prodotto dalla Champion Film Company.

## Distribuzione
Distribuito dalla Motion Picture Distributors and Sales Company, il film - un cortometraggio di una bobina - uscì nelle sale cinematografiche USA il 27 febbraio 1911.